# 5042 Colpa
5042 Colpa (1974 ME) là một tiểu hành tinh vành đai chính.